# كورت ماديرا (كاليفورنيا)

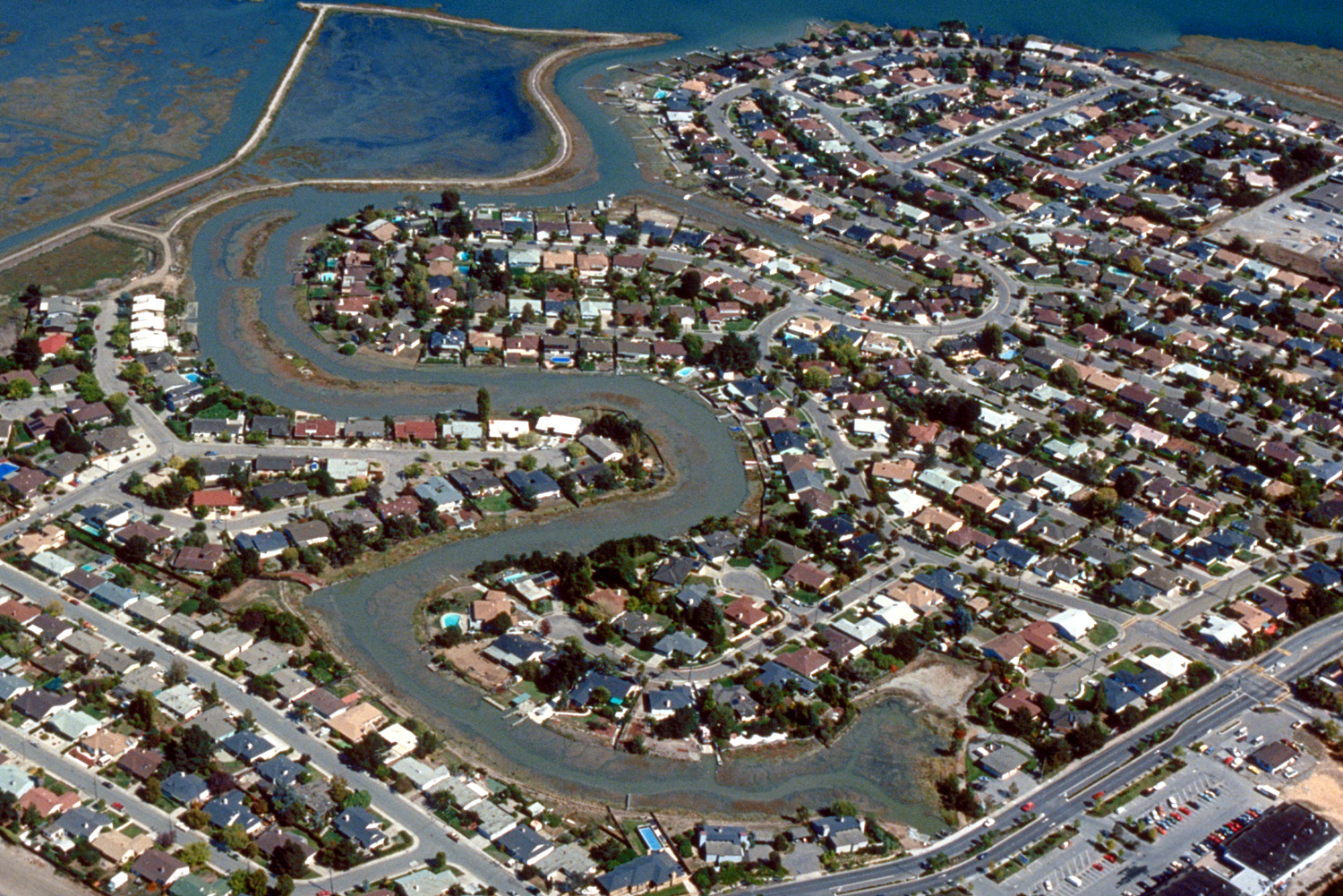
صورة جوية من كورت ماديرا.

كورت ماديرا (بالإنجليزية: Corte Madera)‏ هي إحدى مدن مقاطعة مارين، كاليفورنيا. تم إعطاءها لقب مدينة في 10 يونيو، 1916 ، وعدد السكان لا تتجاوز 9 آلاف نسمة.

## التركيبة السكانية
حدّد مكتب تعداد الولايات المتحدة بيانات التركيبة السكانية لكورت ماديرا في تعداد الولايات المتحدة. في ما يلي، التركيبة السكانية حسب تعدادي 2000 و2010.

### تعداد عام 2000
بلغ عدد سكان كورت ماديرا 9,100 نسمة بحسب تعداد عام 2000، وبلغ عدد الأسر 3,776 أسرة وعدد العائلات 2,472 عائلة مقيمة في البلدة. في حين سجلت الكثافة السكانية 798.2 نسمة لكل كيلومتر مربع (2,067.3/ميل2). وبلغ عدد الوحدات السكنية 3,850 وحدة بمتوسط كثافة قدره 337.7 لكل كيلومتر مربع (874.6/ميل2).
وتوزع التركيب العرقي للبلدة بنسبة 87.66% من البيض و0.88% من الأمريكيين الأفارقة و0.32% من الأمريكيين الأصليين و6.08% من الأمريكيين ذوي الأصول الآسيوية و0.19% من سكان جزر المحيط الهادئ و1.30% من الأعراق الأخرى و3.58% من عرقين مختلطين أو أكثر و4.79% من الهسبانيون أو اللاتينيون من أي عرق.
بلغ عدد الأسر 3,776 أسرة كانت نسبة 33.5% منها لديها أطفال تحت سن الثامنة عشر تعيش معهم، وبلغت نسبة الأزواج القاطنين مع بعضهم البعض 52.1% من أصل المجموع الكلي للأسر، ونسبة 10% من الأسر كان لديها معيلات من الإناث دون وجود شريك، بينما كانت نسبة 3.4% من الأسر لديها معيلون من الذكور دون وجود شريكة وكانت نسبة 34.5% من غير العائلات. تألفت نسبة 24.8% من أصل جميع الأسر من عدة أفراد يعيشون في نفس المنزل ونسبة 7.8% كانت تتألف من شخص يعيش بمفرده يبلغ من العمر 65 عاماً أو أكثر. وبلغ متوسط حجم الأسرة المعيشية 2.41، أما متوسط حجم العائلات فبلغ 2.89.
بلغ العمر الوسطي للسكان 40.7 عاماً. وكانت نسبة 23.4% من القاطنين تحت سن الثامنة عشر، وكانت نسبة 3.5% بين الثامنة عشر والرابعة والعشرين عاماً، ونسبة 31.3% كانت واقعةً في الفئة العمرية ما بين الخامسة والعشرين والرابعة والأربعين عاماً، ونسبة 28.6% كانت ما بين الخامسة والأربعين والرابعة والستين، ونسبة 13.2% كانت ضمن فئة الخامسة والستين عاماً فما فوق. يوجد لكل 100 أنثى 88.0 ذكر، ويوجد لكل 100 أنثى في الثامنة عشر من عمرها فما فوق 86.0 ذكر.
بلغ متوسط دخل الأسرة في البلدة 79,839 دولارًا، أما متوسط دخل العائلة فبلغ 95,471 دولارًا. وكان متوسط دخل الذكور 70,968 دولارًا مقابل 50,380 دولارًا للإناث. وسجل دخل الفرد الخاص بالبلدة 46,326 دولارًا. وكانت نسبة 2.7% من العائلات ونسبة 4.5% من السكان تحت خط الفقر، وكان من هؤلاء نسبة 5% تحت سن الثامنة عشر ونسبة 6.9% في الخامسة والستين من العمر وما فوق.

### تعداد عام 2010
بلغ عدد سكان كورت ماديرا 9,253 نسمة بحسب تعداد عام 2010، وبلغ عدد الأسر 3,793 أسرة وعدد العائلات 2,520 عائلة مقيمة في البلدة. في حين سجلت الكثافة السكانية 811.7 نسمة لكل كيلومتر مربع (2,102.3/ميل2). وبلغ عدد الوحدات السكنية 4,026 وحدة بمتوسط كثافة قدره 353.2 لكل كيلومتر مربع (914.8/ميل2).
وتوزع التركيب العرقي للبلدة بنسبة 84.38% من البيض و0.94% من الأمريكيين الأفارقة و0.16% من الأمريكيين الأصليين و6.75% من الأمريكيين ذوي الأصول الآسيوية و0.31% من سكان جزر المحيط الهادئ و2.83% من الأعراق الأخرى و4.61% من عرقين مختلطين أو أكثر و8.34% من الهسبانيون أو اللاتينيون من أي عرق.
بلغ عدد الأسر 3,793 أسرة كانت نسبة 35.5% منها لديها أطفال تحت سن الثامنة عشر تعيش معهم، وبلغت نسبة الأزواج القاطنين مع بعضهم البعض 53% من أصل المجموع الكلي للأسر، ونسبة 9.9% من الأسر كان لديها معيلات من الإناث دون وجود شريك، بينما كانت نسبة 3.5% من الأسر لديها معيلون من الذكور دون وجود شريكة وكانت نسبة 33.6% من غير العائلات. تألفت نسبة 27.1% من أصل جميع الأسر من عدة أفراد يعيشون في نفس المنزل ونسبة 12.2% كانت تتألف من شخص يعيش بمفرده يبلغ من العمر 65 عاماً أو أكثر. وبلغ متوسط حجم الأسرة المعيشية 2.44، أما متوسط حجم العائلات فبلغ 2.99.
بلغ العمر الوسطي للسكان 44.2 عاماً. وكانت نسبة 25.2% من القاطنين تحت سن الثامنة عشر، وكانت نسبة 4.2% بين الثامنة عشر والرابعة والعشرين عاماً، ونسبة 22% كانت واقعةً في الفئة العمرية ما بين الخامسة والعشرين والرابعة والأربعين عاماً، ونسبة 32.5% كانت ما بين الخامسة والأربعين والرابعة والستين، ونسبة 16% كانت ضمن فئة الخامسة والستين عاماً فما فوق. وتوزع التركيب الجنسي للسكان بنسبة 46.6% ذكور و53.4% إناث.

## أعلام
- بات دوفي
- سونيا أوربوخ
- إد ماير
- بيندكت فريدمان
- جون ميلر

## وصلات خارجية
- Corte Madera Library
- الموقع الرسمي